# Ringbarrows in Irland

Ringbarrow

Ein irischer Ringbarrow ist ein kleiner, über einer Einzelbestattung aufgehäufter runder Erdhügel, der seit dem Neolithikum in Gebrauch, in der Regel jedoch ein Merkmal der Bronzezeit, war. Gut erhaltenen Anlagen (z. B. Glennagross, County Clare) können erhaltene Gräben und Wälle aufweisen. Ein großer Teil der irischen Ausgrabungen erfolgte in den Countys Galway, Limerick und Mayo (Kiltullagh Hill – O’Riordain 1979, S. 138–142).
Neolithische Keramik stammt vom Ringbarrow Rathjordan, County Limerick. Zwei Fundorte, bei Ballingoola im County Limerick, erbrachten Keramikfunde vom Übergang zur frühen Bronzezeit, während frühbronzezeitliche Scherben in Rathjordan in der Nähe des Ringbarrow festgestellt wurden. Fortnutzung von Ringbarrows während der mittleren Bronzezeit wird durch Grabungen von Lissard, County Limerick, Carrowjames, County Mayo und Carrowbeg, County Galway belegt. In Verbindung mit den ausgegrabenen Anlagen wurden Einäscherungen, aber auch Beisetzungen gefunden, die zur früher dominierenden Praxis gehören.
Es gibt Hinweise für die Verwendung und vermutlich auch den Bau von Ringbarrows während der Eisenzeit. Ein Ringbarrow bei Carrowjames, County Mayo, lieferte mit der Eisenzeit zu assoziierende Funde. Eisen wurde auch in einem Ringbarrow in Pollacorragune, in der Nähe von Tuam, County Galway, gefunden, dass als „post-bronzezeitlich“ bezeichnet wird (O’Riordain 1979, S. 140).